# Духаллоу
Духаллоу (англ. Duhallow; ирл. Dúiche Ealla) — волость в Ирландии, находится в графстве Корк (провинция Манстер). Занимает западную половину северной части графства, гранича с графствами Керри и Лимерик.
На территории Духаллоу расположены посёлки Кантёрк и Милстрит и деревни Ньюмаркет, Баллидесмонд, Бантир, Бохербой, Каслмагнер, Каллен, Киским (Kiskeam), Нокнагри, Лисмир, Милин, Фримаунт и Таллилиз.